# Сельхозтехникум (микрорайон)

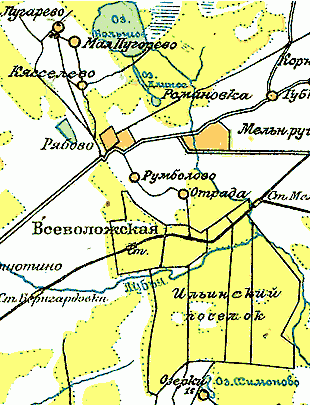
Село Рябово на карте 1928 года

Сельхозте́хникум (также Те́хникум) — микрорайон города Всеволожска, находится в северной его части на территории бывшей мызы Рябово, один из наиболее старых исторических районов города.

## Геологические особенности
Расположен на Румболовско-Кяселевской островной, холмисто-камовой возвышенности, сложенной песками, валунными супесями и суглинками.

## Географическое положение
Находится на возвышенности в северной части Всеволожска на территории ограниченной с юга Дорогой жизни (автодорога 41К-064), с запада Колтушским шоссе, с севера микрорайоном Кяселево, с востока лесным массивом и озером Круглым (Бездонным). Высота центра микрорайона — 68 м.
| Ближайшие микрорайоны              | Ближайшие микрорайоны | Ближайшие микрорайоны             |
| ---------------------------------- | --------------------- | --------------------------------- |
| Северо-запад: Кяселево             | Север: Кяселево       | Северо-восток:                    |
| Запад: ЦРБ                         |                       | Восток: Бернгардовка              |
| Юго-запад: Котово Поле, Всеволожск | Юг: Румболово         | Юго-восток: Деревня Хаккапелиитта |

## История

### Мыза Рябово
Мыза Рябово возникла в начале XVIII века на месте финской деревни Ряяпювя в верховье Мельничного ручья. Согласно писцовой книге 1712 года по Санкт-Петербургскому и Шлиссельбургскому уездам такой мызы ещё не существовало, а согласно переписи майора И. А. Шипова 1732—1733 годов в ней уже насчитывалось 116 крепостных.
Первым документом, в котором упоминается мыза Рябово, является карта Ингерманландии А. Ростовцева 1727 года, где она обозначена к востоку от места нынешнего расположения, на Мельничном ручье. Согласно ревизским сказкам в ней числилось 12 человек мужского пола.
- С 1727 по 1732 год мыза была казённой и занималась поставками фуража[10][4]
- С 1732 по 1736 год ею владели вице-губернатор Воронежской губернии Егор Иванович Пашков и полковник, советник полицмейстерской канцелярии Афанасий Степанович Исаков
- С 1736 по 1746 год — вдова Е. И. Пашкова, Марфа Васильевна Пашкова, а также полковник, комендант Выборгского гарнизона А. С. Исаков и Михаил Иванович Сафонов — камер-паж (1741), а затем камер-юнкер (1746) императрицы Елизаветы Петровны
- С 1746 по 1762 год — М. В. Пашкова, её сын Пётр Егорович Пашков и получивший звание бригадира А. С. Исаков
- С 1762 по 1764 год — коллежский советник, кофешенк императрицы Елизаветы Петровны Александр Ульянович Саблуков и теперь уже генерал-поручик А. С. Исаков
- С 1764 по 1773 год — дочь А. У. Саблукова, Екатерина Александровна Мордвинова, получившая мызу в приданое и её муж, видный военный инженер Михаил Иванович Мордвинов
- В 1773 году Е. А. Мордвинова продала имение придворному банкиру Ивану Юрьевичу Фридриксу за 20 000 рублей[11].

С 1773 по 1779 год мызой владел банкир Императорского двора, барон Иван (Иоганн) Юрьевич Фридрикс (Фредерикс), построивший первый на территории будущего Всеволожска храм — 400-местную кирху во имя св. Регины, ставшую центром Рябовского лютеранского прихода.

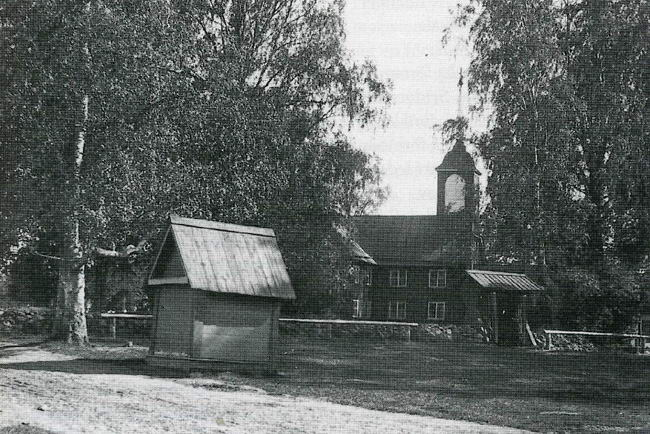
Кирха святой Регины. Постройка 1778 года. Фото 1911 года

Вступив во владение мызой Рябово в 1774 году, Иван Юрьевич перенёс административно-хозяйственный центр имения с Мельничного ручья на Румболовскую гору и приступил к осушению окрестных лесов. За три года мелиоративных работ в сторону Токсова был проложен магистральный канал длиной около 8 километров, шириной около 4 метров и множеством впадающих в него малых каналов общей длиной около 120 километров. Были пробиты 14 просек шириной 30 метров, по которым были проложены дороги и построено множество мостов. Во время прокладки каналов, в окрестных болотах была обнаружена железная руда, залегавшая пластами, и в ней «до 100 фунтов по плавильной пробе 35 фунтов хорошего железа в себе содержали». Из неё Фридрикс организовал выплавку железа.
Барона привлекала идея организовать на своих землях место для празднеств, охотничьих выездов и прочих развлечений столичной знати, включая императрицу. Он даже пытался построить на Румболовской горе дворец для Екатерины II. По проекту переустройства мызы астронома и метеоролога Э. И. Шрётера им были начаты работы по разбивке регулярного парка (совр. Румболовский парк), производилось рытьё подземных ходов от фундамента заложенного дворца, но воплотить свои замыслы в жизнь барон не успел, им были выстроены лишь деревянный господский дом, службы, большие оранжереи и сад.
Осушенные земли барон засевал озимой рожью. Кроме того он завёз в имение породистый молочный скот. По мнению краеведов Н. Д. Солохина и И. В. Венцеля Иван Юрьевич основал в своём имении производство сыров, занятие для России тех времён необычное и передовое. Для этого под Румболовской горой было выстроено здание из красного кирпича. Здание сыроварни 1774 года постройки дошло до наших дней и является самым старым зданием в городе Всеволожске. В конце XIX века в здании сыроварни работала щёточная фабрика, после революции — детсад, в годы Великой Отечественной войны — дом отдыха, где жили лётчики 1-го минно-торпедного авиационного полка Краснознамённого Балтийского флота, многие из которых были удостоены звания Героя Советского Союза, после войны прокат лыж, столовая, база отдыха «Снежинка». Сейчас в здании бывшей сыроварни барона Фридрикса располагается музей «Дом авиаторов» (открыт в 2019 году).
После его смерти в 1779 году владельцем имения стал его сын Густав Иванович Фридрикс, майор артиллерии в отставке. Общая площадь мызы Рябово, составляла тогда 8408 десятин. К ней относились деревни: Бабино, Губки, Кяселево, Корнево, Минулово, Пугарево, Румболово, Углово. В XVIII веке в пределах мызы Рябово проживали местные финны-ингерманландцы, пленные шведы и русские крестьяне-переведенцы из центральных районов России.
В 1795 году Г. И. Фридрикс продал своё родовое гнездо надворному советнику Ивану Эммануиловичу Гертелю, который сделал мызу Рябово центром тонкорунного овцеводства. В 1808 году И. Э. Гертель продал мызу жене богатого тверского помещика, коллежского советника Николая Яковлевича Толстого, Алевтине Ивановне (Павловне) Толстой. Толстые десять лет прожили в бывшей баронской усадьбе, они построили в ней оранжереи, где выращивали экзотические для северных широт фрукты.
25 мая 1818 года у Толстых мызу Рябово купил богатейший русский помещик, камергер Всеволод Андреевич Всеволожский. За четыре года В. А. Всеволожский создал на месте старой, новую усадьбу с большим французским парком. С большим размахом (по тем временам) были проведены мелиоративные работы. На осушенных землях был переразбит парк, — на основе дикорастущих деревьев, дополненный высаженными дубами, липами, лиственницами, соснами, елями, берёзами, клёнами и декоративным кустарником. На восточном склоне холма был разбит фруктовый сад и переоборудованы оранжереи, где в зимнее время зрели персики, виноград, ананасы и земляника.

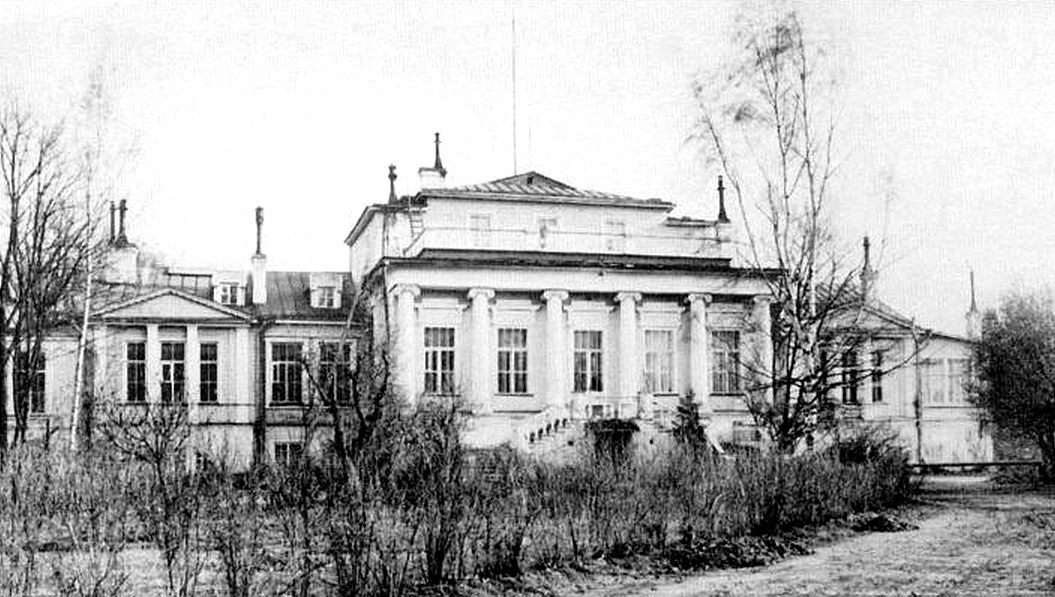
Усадебный дом мызы Рябово. Северный фасад
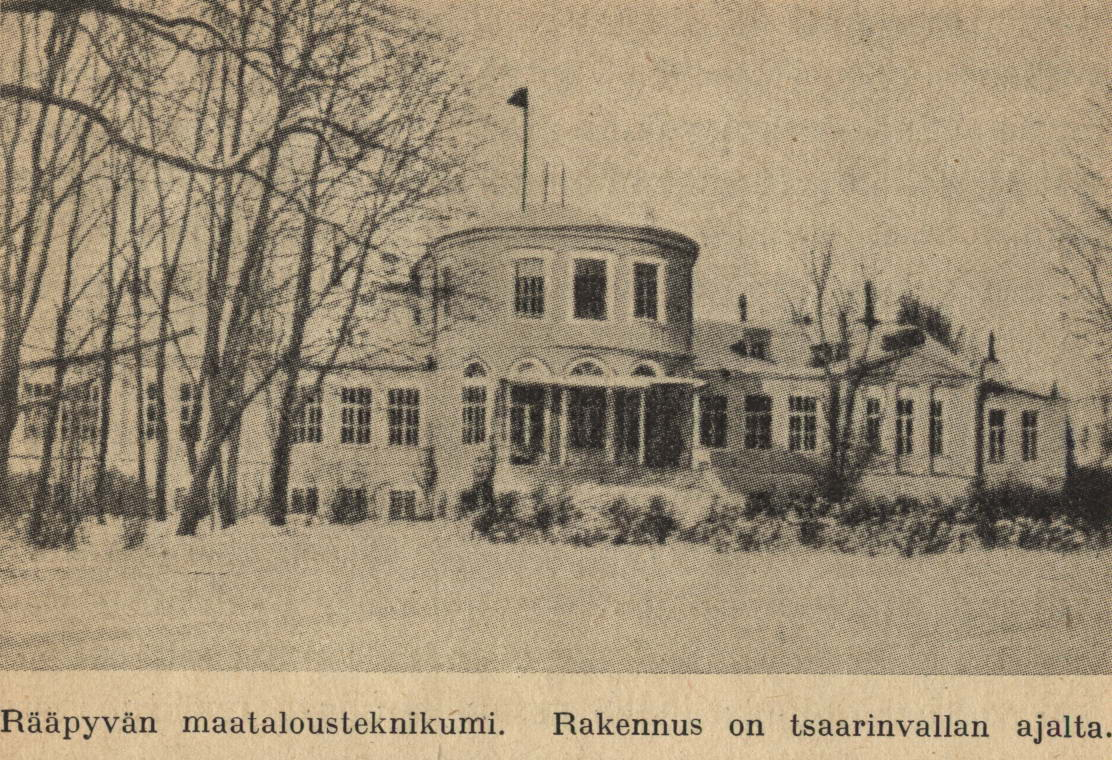
Усадебный дом мызы Рябово. Южный фасад

После смерти В. А. Всеволожского в 1836 году выяснилось, что только казённых долгов Всеволода Андреевича осталось «три миллиона сто восемьдесят восемь тысяч семьсот семьдесят три рубля сорок пять копеек; да частных долгов разным лицам, по закладной на Рябово и по обязательствам до миллиона пятисот тысяч рублей», вследствие чего имение отошло в казну.

РЯБОВА — мыза принадлежит наследникам покойного действительного камергера Всеволода Всеволожского, жителей 73 м. п., 18 ж. п.

В оной: домовая церковь в каменном строении во имя Св. Благоверного Великого Князя Всеволода. (1838 год)

До 1849 года мыза находилась под внешним управлением после чего, согласно императорскому указу, произошёл раздел отцовского наследства и она перешла во владение сына В. А. Всеволожского Александра.
На этнографической карте Санкт-Петербургской губернии П. И. Кёппена 1849 года она обозначена как деревня «Rabowa», расположенная в ареале расселения савакотов.

РЯБОВО — мыза Всеволожского с 8 деревнями. Число душ крепостных людей мужского пола: крестьян — 391, дворовых — нет. Число дворов или отдельных усадеб: 177. Число тягол: оброчных — 1, издельных — 128. Земли состоящей в пользовании крестьян (в десятинах): усадебной: всего — 45, на душу — 0,11; пахотной: всего — 1050, на душу — 2,70; сенокосы: 1040; выгоны: 1294; кустарник: нет; всего удобной на душу: 8,76. Земли не состоящей в пользовании крестьян (в десятинах): удобной — 4671,82; неудобной — 723,86; кустарник и лес — 4057,17; всего удобной на душу — 1,94. Величина денежного оброка: 50 рублей с тягла. (1860 год)

РЯБОВО (Всеволожского) — мыза владельческая, при колодцах и водопроводе из оз. Большого, 7 дворов, 28 м. п., 28 ж. п. (1862 год)

Избавиться от фамильных долгов Александру не удалось, после его смерти в 1864 году мыза Рябово вновь перешла под внешнее управление. В 1872 году внук В. А. Всеволожского — Павел Александрович Всеволожский вступил в права наследования и решил погасить его долги. За несколько лет была приведена в порядок усадьба и производственные постройки, заработал мастеровой корпус, водопроводная насосная станция, паровая мельница, а позднее и небольшая электростанция. Задуманный им лесопильный завод при жизни Павла Александровича построен не был. Усадебный дом был перестроен и расширен. Поля лежащие в восточной части имения имели свои имена: Музыкантское, Магазейное, Румболовское и Мельничное поле.
В июне 1877 года над мызой Рябово нависла угроза продажи за долги перед Сохранной казной по залогу 1862 года, но описи имения удалось избежать, так как ценой огромных усилий Павлу Александровичу удалось набрать необходимую сумму и погасить задолженность по процентам. В 1878 году ситуация повторилась, но теперь спасительницей имения выступила жена Павла Александровича Всеволожского Елена Васильевна, за 200 000 рублей серебром она выкупила мызу Рябово и стала её полновластной хозяйкой, однако в 1885 году ей вновь пришлось заложить имение, теперь в Дворянском земельном банке.
В 1884 году Елена Васильевна Всеволожская начала хлопотать о строительстве в имении земской больницы. 

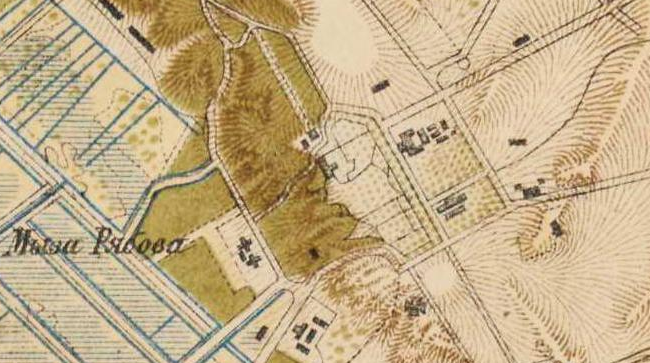
План мызы Рябово. 1885 год

В 1886 году она подарила Шлиссельбургской земской управе, принадлежащий ей двухэтажный с мезонином каменный дом у подножья Румболовской горы.
По данным 1889 года в имении было 8 лошадей, 14 коров и 2 быка шортгорнской породы. Имением супруги Всеволожские управляли сами, без управляющего, но с тремя помощниками по хозяйству. Почва в имении не отличалась плодородием (песок и супесь), покосы и пашни сдавались в аренду разным лицам, крестьянам и швейцарским подданным.
В 1890 году П. А. Всеволожский перестроил, подаренный его женой земской управе дом. Для будущей больницы он пожертвовал 4215 рублей и землю под домом.
В 1894 году открылась Рябовская земская больница на 10 кроватей. Шлиссельбургская земская управа постановила назвать её «Имени Павла и Елены Всеволожских».

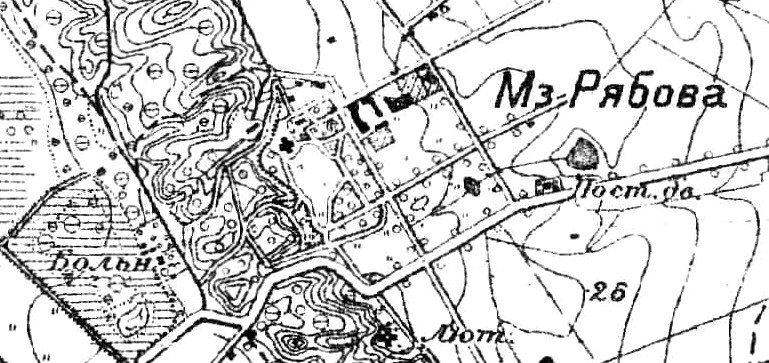
План мызы Рябово. 1895 год

РЯБОВО — имение, владельческая мыза Всеволожского при земской шоссейной дороге 2 двора, 64 м. п., 46 ж. п., всего 110 чел. Домовая церковь. (1896 год)

В 1898 году Павел Александрович Всеволожский — статский советник, почётный мировой судья, предводитель дворянства Шлиссельбургского уезда, один из устроителей Ириновской железной дороги и основатель двух дачных посёлков на этой дороге: Рябово (1892) и Всеволожский (1895), позднее преобразованных в город Всеволожск (1963), умер и был похоронен в своей усадьбе, единственный из рода Всеволожских.
В 1900 году вдове Павла Александровича Елене Васильевне Всеволожской принадлежала мыза и 7583 десятины земли, ещё 420 десятин принадлежали её сыну Василию Павловичу Всеволожскому.
В 1901 году в имении открылась земская школа — «Рябовское двухклассное училище в память П. А. Всеволожского». В первый год обучения в неё были приняты 42 мальчика и 49 девочек лютеранского вероисповедания, а также 23 мальчика и 10 девочек других вероисповеданий. Учителями в ней работали — выпускник колпанской учительской семинарии Г. В. Липияйнен и «госпожа О. Ф. Липияйнен — русская». Училище располагалось в соседней деревне Романовка.
В 1902—1903 годах в Рябове работала «Публичная народная библиотека».
В 1905 году вдове Павла Александровича Елене Васильевне Всеволожской принадлежала мыза и 6496 десятин, 1217 кв. саженей земли.
В апреле 1906 года, вскоре после женитьбы сына Василия, Елена Васильевна Всеволожская умерла и была похоронена рядом с мужем в родовой усыпальнице Всеволожских. Сыну Василию она оставила 100 000 рублей частных долгов, кроме того, согласно её последнему завещанию В. П. Всеволожский лишался прав на мызу Рябово, оставаясь её пожизненным пользователем, в собственность же она должна была перейти его законным детям от супруги Лидии Филипповны Маркс, если таковые будут, а до того представителем их интересов назначался младший брат Лидии Филипповны, подполковник Александр Филиппович Собин.
Сам В. П. Всеволожский накопил к этому времени 200 000 рублей долгов частным лицам. Кроме того, 8 ноября 1906 года над имением Рябово вновь нависла угроза продажи с публичного торга по требованию Дворянского земельного банка за недоимки по залогу 1885 года, достигшие, без малого 150 000 рублей. А. Ф. Собин сумел отсрочить продажу мызы с торгов и в феврале 1908 года перезаложил её в Санкт-Петербургско-Тульском поземельном банке на срок 66 лет и два месяца, а в мае 1909 года Лидия Филипповна Всеволожская приобрела мызу Рябово в собственность с публичных торгов, став её единственным и полновластным владельцем.
В 1909 году в Рябове прошла первая волостная сельскохозяйственная выставка, в которой приняли участие более сотни участников, и несколько тысяч посетителей. На выставке демонстрировались достижения в животноводстве, птицеводстве и овощеводстве. Медали выставки получили: владелец мызы Христиновка (с 1910 года — Бернгардовка) Г. И. Бернгард и сам В. П. Всеволожский.

### Сельхозтехникум

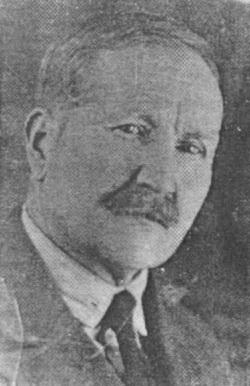
С. Д. Пеллинен

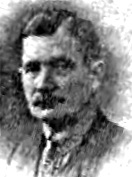
Н. П. Пеллинен

По данным Рябовского продовольственного комитета на начало 1918 года в имении проживали 284 человека. 30 июня 1918 года имение Рябово было национализировано и перешло в ведение земельного отдела Рябовского волисполкома. На его основе был организован совхоз «Рябово», объединивший 273 работника, хозяйственные вопросы совхоза решали управляющий П. А. Усачёв и комиссар В. П. Прокофьев. На базе совхозa возникла сельскохозяйственная школа, развившаяся впоследствии в сельскохозяйственный техникум. По сведениям Рябовского волостного совета в апреле 1921 года в совхозе «Рябово» насчитывалось 155 жителей, в декабре — 185.
В 1920 году при совхозе «Рябово» открылись финские сельскохозяйственные курсы. 28 февраля 1923 года на их базе открылся Финский сельхозтехникум. Инициатива учреждения сельхозтехникума принадлежала финской секции Петроградского губкома РКП(б). Устав техникума написали председатель финсекции Яло Кохонен и учитель Семён (Симо) Пеллинен. На первых порах техникум имел два отделения. На первом занимались крестьяне, стремившиеся стать культурными хозяевами. На втором готовили агрономов. Штат преподавателей состоял из пяти человек. Первым директором был убеждённый коммунист Семён (Симо) Давыдович Пеллинен. Он опубликовал ряд учебников и практических руководств на финском языке по сельскохозяйственным дисциплинам. Первоначально студенты жили на свои средства, педагоги не получали зарплаты, не было даже дров для отопления помещений зимой. Затем техникум стал получать финансирование со стороны Наркомата просвещения. Появились мастерские: швейная, токарно-столярная, жестяная, шорно-кузнечная. Помимо основной учебной работы шли занятия в кружках — общеполитическом, сельскохозяйственно—кооперативном, спортивном, музыкально драматическом, литературном. Сорок процентов слушателей были местными уроженцами. С 1926 по 1937 год директором сельхозтехникума был Николай Павлович Пеллинен, а затем, до закрытия техникума в 1939 году — Иван Алексеевич Тормазов.
В 1920-е годы в техникуме преподавали А. Халтсонен, А. Поккинен, М. Тойка, С. Ринне, А. Виролайнен, А. Лив, А. Рюткинен, Г. Лаукайнен, Е. Талонпойка и другие. Первый выпуск состоялся в 1928 году. Дипломы по специальностям зоотехник и животновод получили 20 человек, это сельскохозяйственное направление было основным для финских деревень Ленинградской области. С 1932 года появилось второе отделение — овощеводство, готовившее агрономов. Всего сельхозтехникум выпустил к 1936 году 176 специалистов.

РЯБОВО — учхоз, Румбаловский сельсовет, 32 хозяйства, 92 души.

Из них русских — 9 хозяйств, 32 души; финнов-ингерманландцев — 8 хозяйств, 13 душ; финнов-суоми — 11 хозяйств, 32 души; эстов — 4 хозяйства, 15 душ.

ОБЩЕЖИТИЕ УЧАЩИХСЯ — 1 хозяйство, 105 душ. (1926 год)

В том же 1926 году был организован Румбаловский финский национальный сельсовет, в состав которого вместе с деревнями Кясселево Верхнее, Кясселево Нижнее, Отрада, Пугарево Большое, Пугарево Малое, Румбалово вошёл и учхоз Рябово.
В 1927 году в усадьбе Рябово, финскими рабочими приехавшими из США, была организована коммуна «Труд» («Туö»). 28 семей коммунаров прибыли в Рябово небольшими группами с мая по декабрь 1927 года. Председателем правления коммуны был Эдвард Мяки. Договор на передачу совхоза «Рябово» финской земледельческой коммуне «Труд» был заключен 27 января 1927 года.
Местное население к новым методам ведения хозяйства относилось неоднозначно. В коммуне были совершены поджоги, уничтожившие лесопилку, школьное общежитие и клуб коммунаров, который располагался в усадьбе Всеволожских. Коммунары обвиняли в поджогах пастора Рябовского лютеранского прихода Селима Лауриккала, якобы «пастор в Финляндии получил задание уничтожить» имущество коммунаров. По изданным в 2006 году воспоминаниям коммунаров усадебный дом сгорел в декабре 1928 года, в ночь перед Рождеством. Однако по воспоминаниям пастора, кирха и пасторат которого находились через дорогу от коммуны «Труд», усадебный дом сгорел на год раньше:

В ночь с 16 на 17 декабря [1927 года] дотла сгорело главное здание техникума. А вскоре, на Рождество огонь уничтожил завод, принадлежащий коммуне «Труд».

Несмотря на трудности первых лет производство в коммуне постепенно налаживалось, к 1930 году в ней содержалось уже 600 голов крупного рогатого скота.

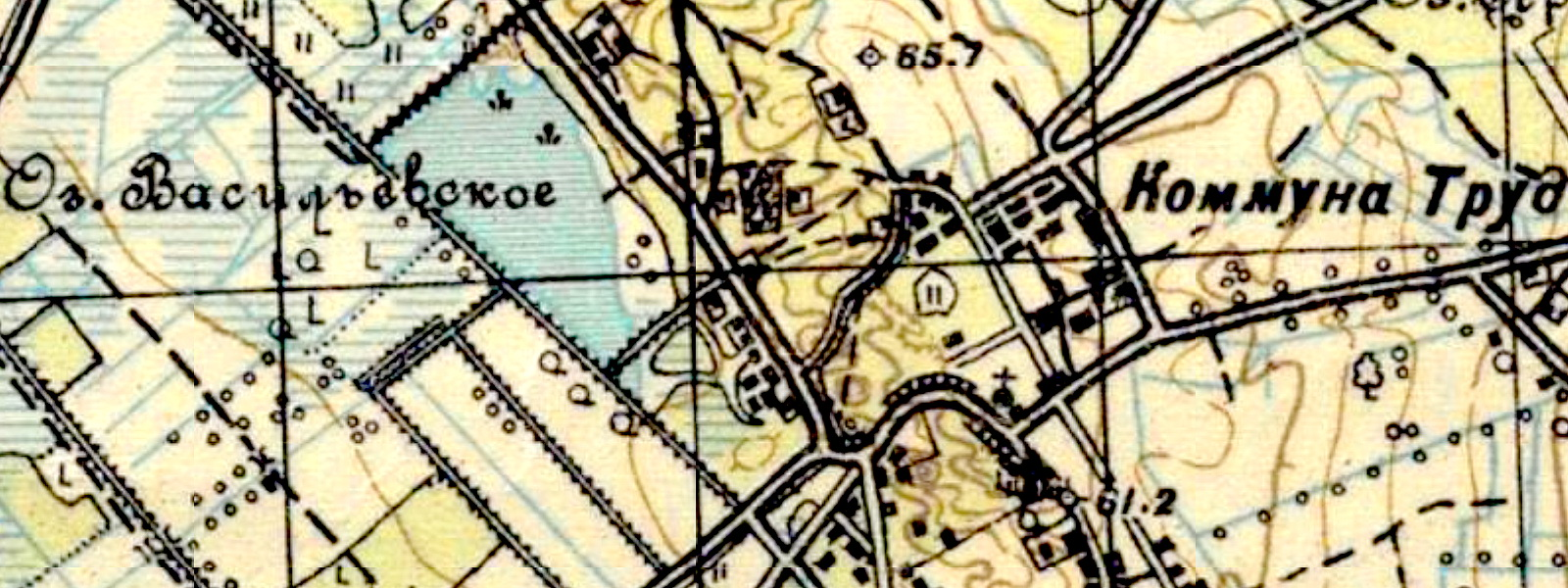
Коммуна «Труд» на карте 1931 года

В октябре 1931 года храм Спаса Нерукотворного Образа закрыли, а над семейным захоронением Всеволожских надругались. Гробы вынесли из склепа и бросили в открытом виде на улице. Кощунство продолжалось всю зиму, до тех пор пока несколько финских девушек из соседней Романовки, шедших с пасхального богослужения в соседней кирхе, не похоронили останки на лютеранском кладбище.
В 1934 году Финский сельхозтехникум был преобразован в Финско-эстонский. В том же году в усадьбе разместилась артель «Резиноткань».
В 1937 году Рябовский лютеранский приход был ликвидирован, кирха в деревне Румболово закрыта и передана под клуб сельхозтехникума, а после войны разобрана на дрова.
В 1938 году дачные посёлки Всеволожский, Бернгардовка, Рябово, Ильинский и Марьино были объединены в один рабочий посёлок Всеволожский. Бывшая усадьба Рябово в состав рабочего посёлка не вошла, она отошла Романовскому сельсовету, в ней находились учебные корпуса Всеволожского сельхозтехникума и центральная усадьба колхоза «Коммуна-Труд». В 1938 году население «посёлка Рябово (Коммуна Труд)» насчитывало 252 человека, из них русских — 27 человек, финнов — 255 человек; населённый пункт «Финский техникум» насчитывал 311 жителей, из них русских — 10 человек, финнов — 301 человек. 
Согласно переписи населения 1939 года:

ВСЕВОЛОЖСКИЙ СЕЛЬХОЗТЕХНИКУМ — Романовский сельсовет, 246 чел. 

«КОММУНА-ТРУД» — колхоз, Романовского сельсовета, 254 чел. (1939 год)

Постановлением Леноблисполкома от 14 апреля 1939 года населённые пункты Романовского сельсовета — Всеволожский сельхозтехникум и колхоз «Коммуна-Труд», были переданы в состав вновь созданного Всеволожского поссовета.
В годы войны, с 1941 по 1943 год, в бывшей усадьбе Рябово, в Румболовском парке, размещался личный состав Артиллерийско-минометных курсов младших лейтенантов Ленинградского фронта. С 1943 по 1944 год — 37-го отдельного учебного полка резерва офицерского состава артиллерии Ленинградского фронта. В южной части парка размещалась зенитная батарея, прикрывавшая Дорогу жизни.

Курсанты Артиллерийско-минометных курсов младших лейтенантов Ленинградского фронта в Румболовском парке. 1942 год

После войны в Рябове открылся 15-й цех завода резиново-технических изделий «Красный Треугольник».
С момента своего возникновения посёлок Всеволожский и Рябово существовали независимо друг от друга как два различных населённых пункта. В 1963 году, после преобразования рабочего посёлка Всеволожский в город и объединения с ним нескольких соседних населённых пунктов, Рябово вошло в состав вновь образованного города Всеволожска.

## Современность
В 1960-е—1970-е годы были построены: четырёхэтажный учебный корпус, общежитие на 360 человек и 32-квартирный жилой дом для преподавателей Всеволожского сельскохозяйственного техникума, а также началось строительство жилого микрорайона, за которым закрепилось новое название — «Техникум» («Сельхозтехникум»). В микрорайоне работала лыжная спортивная школа ДСО «Урожай».
В 1991 году «Всеволожский сельскохозяйственный техникум» был реорганизован во «Всеволожский сельскохозяйственный колледж», вместе с переименованием микрорайон вновь сменил своё название.
Все дома в микрорайоне числятся по одной улице. Улица названа в честь Героя Советского Союза лётчика И. М. Шишканя. В микрорайоне находится действующая православная церковь Спаса Нерукотворного Образа на Дороге жизни 1901 года постройки.
В списке ценных природных объектов, подлежащих охране во Всеволожском районе, утверждённом решением Всеволожского городского Совета народных депутатов от 8 апреля 1993 года, за № 23 значится: усадьба Всеволожских «Рябово», 35 га. По генплану МО «Город Всеволожск» бывший усадебный парк относится к зоне особо охраняемых природных территорий.
В 2012 году «Всеволожский сельскохозяйственный колледж» был вновь переименован, теперь во «Всеволожский агропромышленный техникум».
В 2014 году открылось Государственное автономное нетиповое профессиональное образовательное учреждение Ленинградской области «Мультицентр социальной и трудовой интеграции».
В 2021 году на улице Шишканя, дом 2, был открыт филиал Всеволожской средней общеобразовательной школы № 4.

## Фото

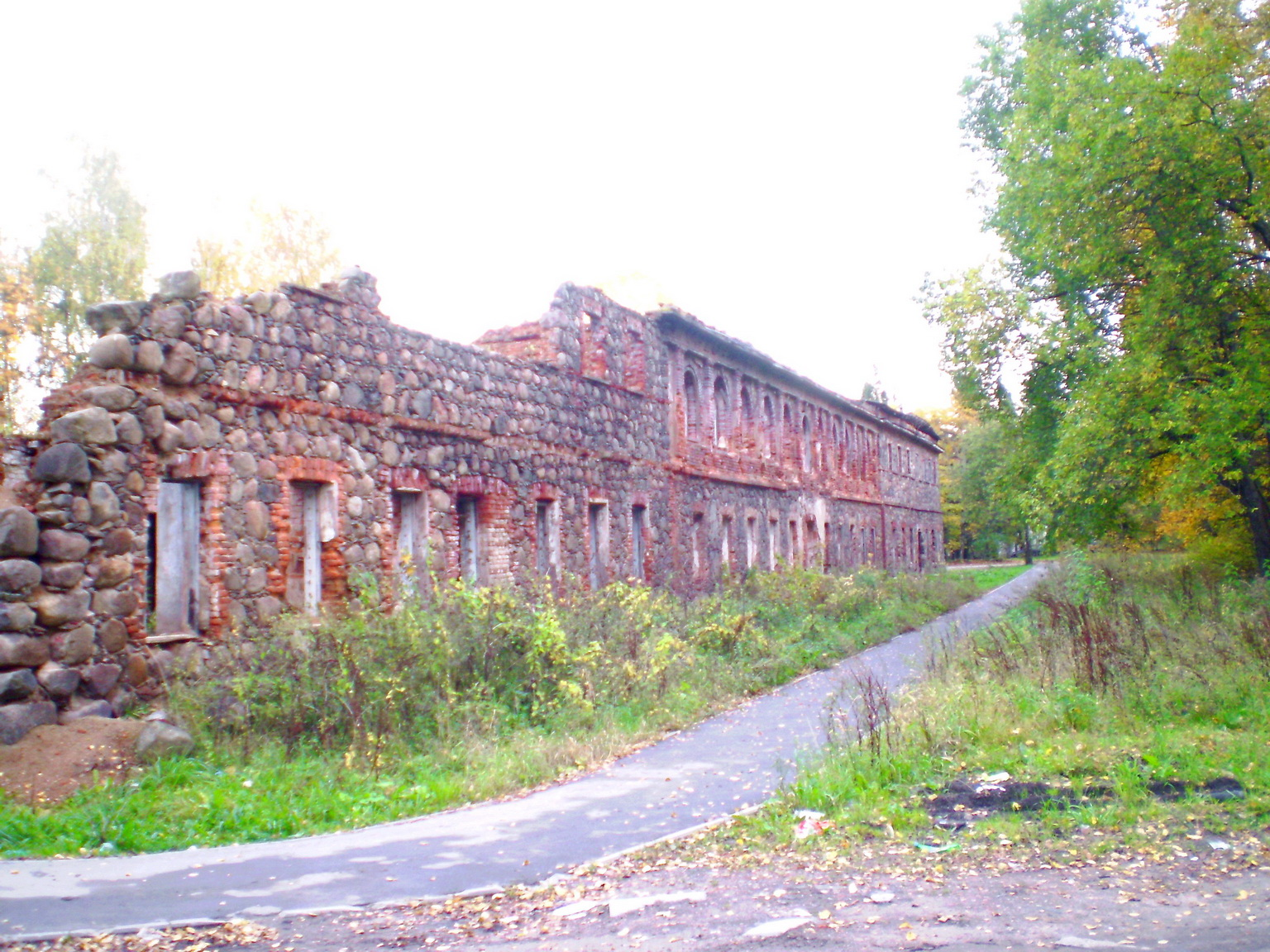
Двухэтажная булыжная конюшня Всеволожских. 2012 год
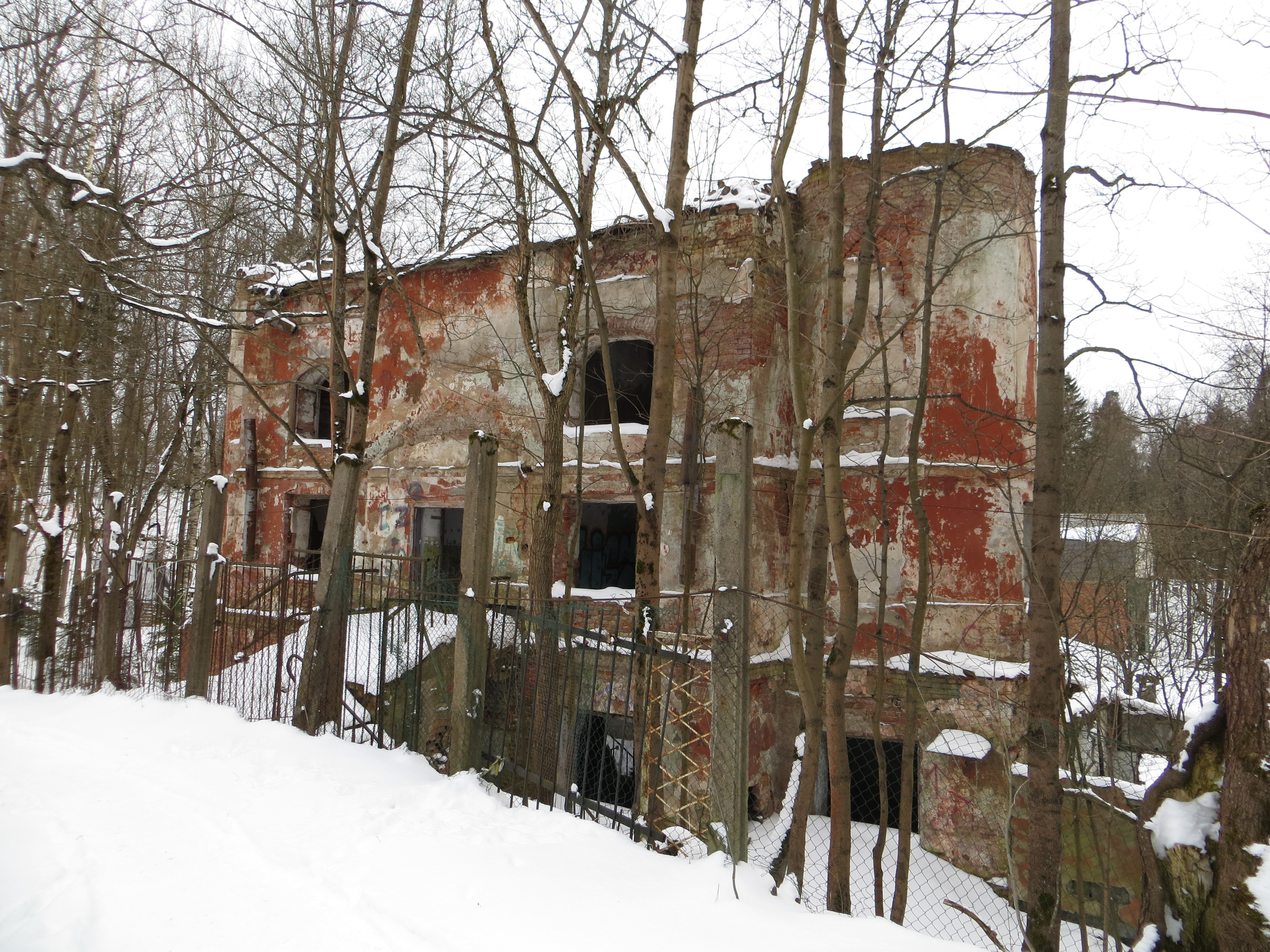
Так называемый «Красный замок». 2017 год
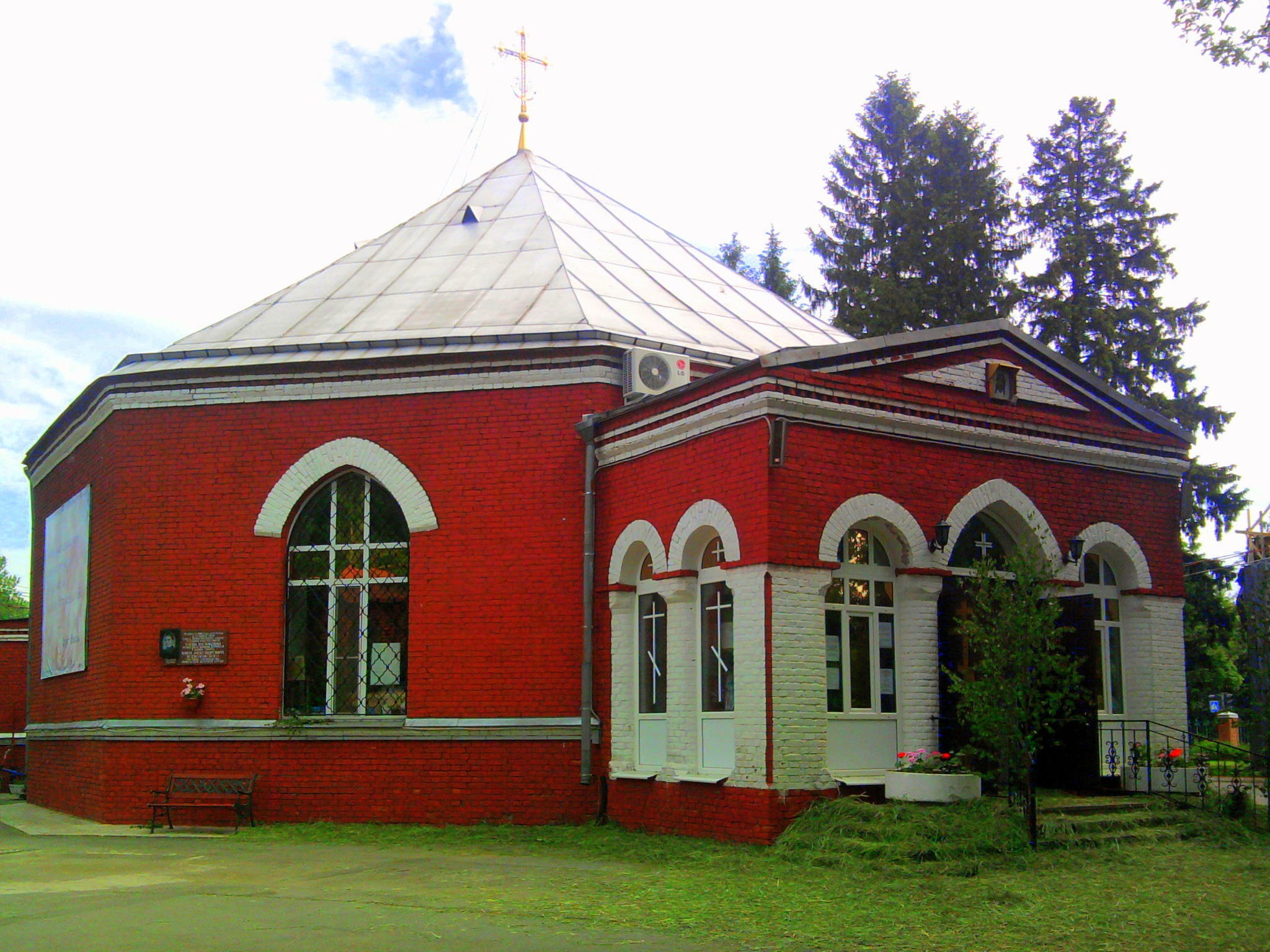
Храм Спаса Нерукотворного образа на Дороге жизни, бывшая усыпальница дворянского рода Всеволожских
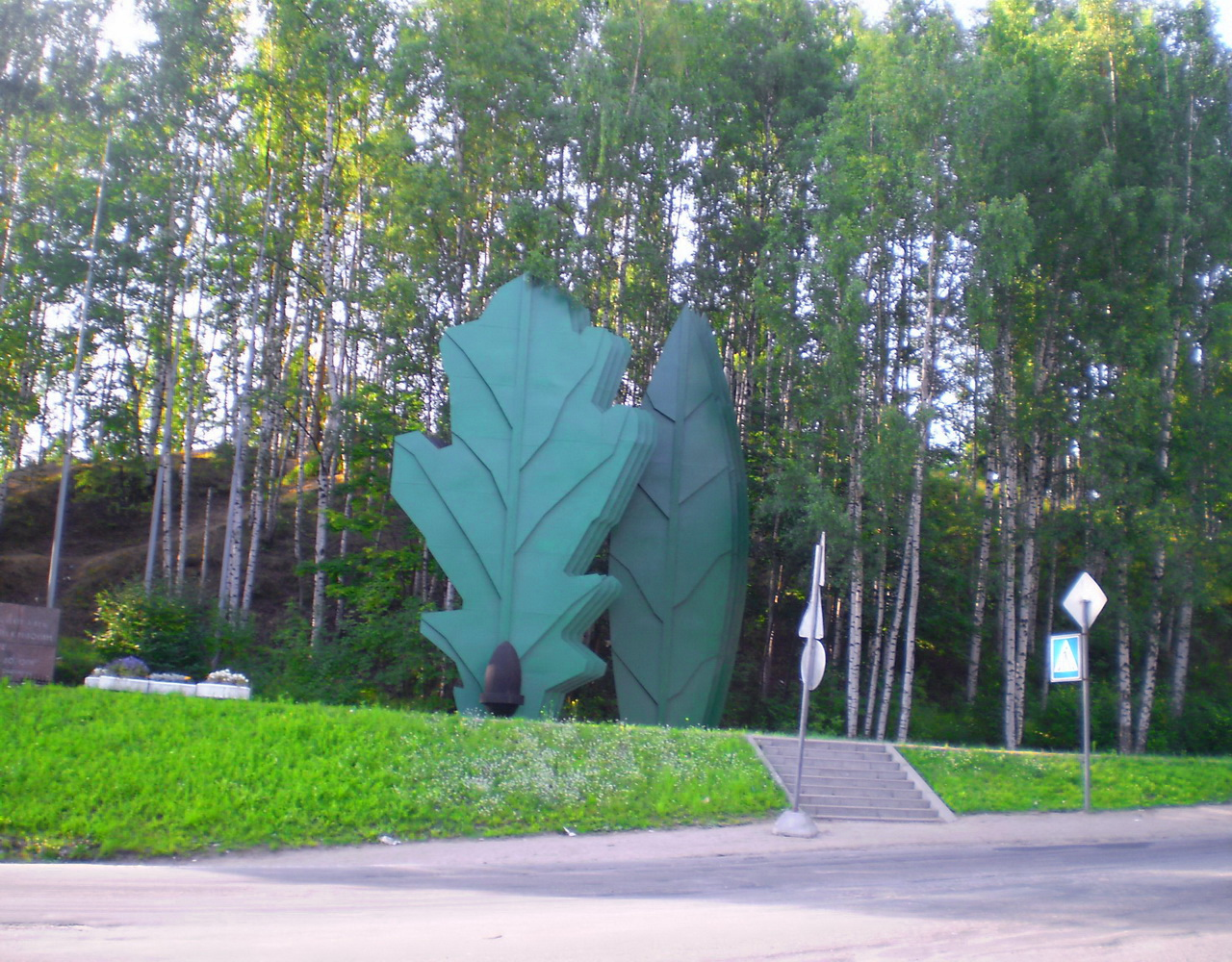
Памятник «Румболовская гора» на Дороге жизни
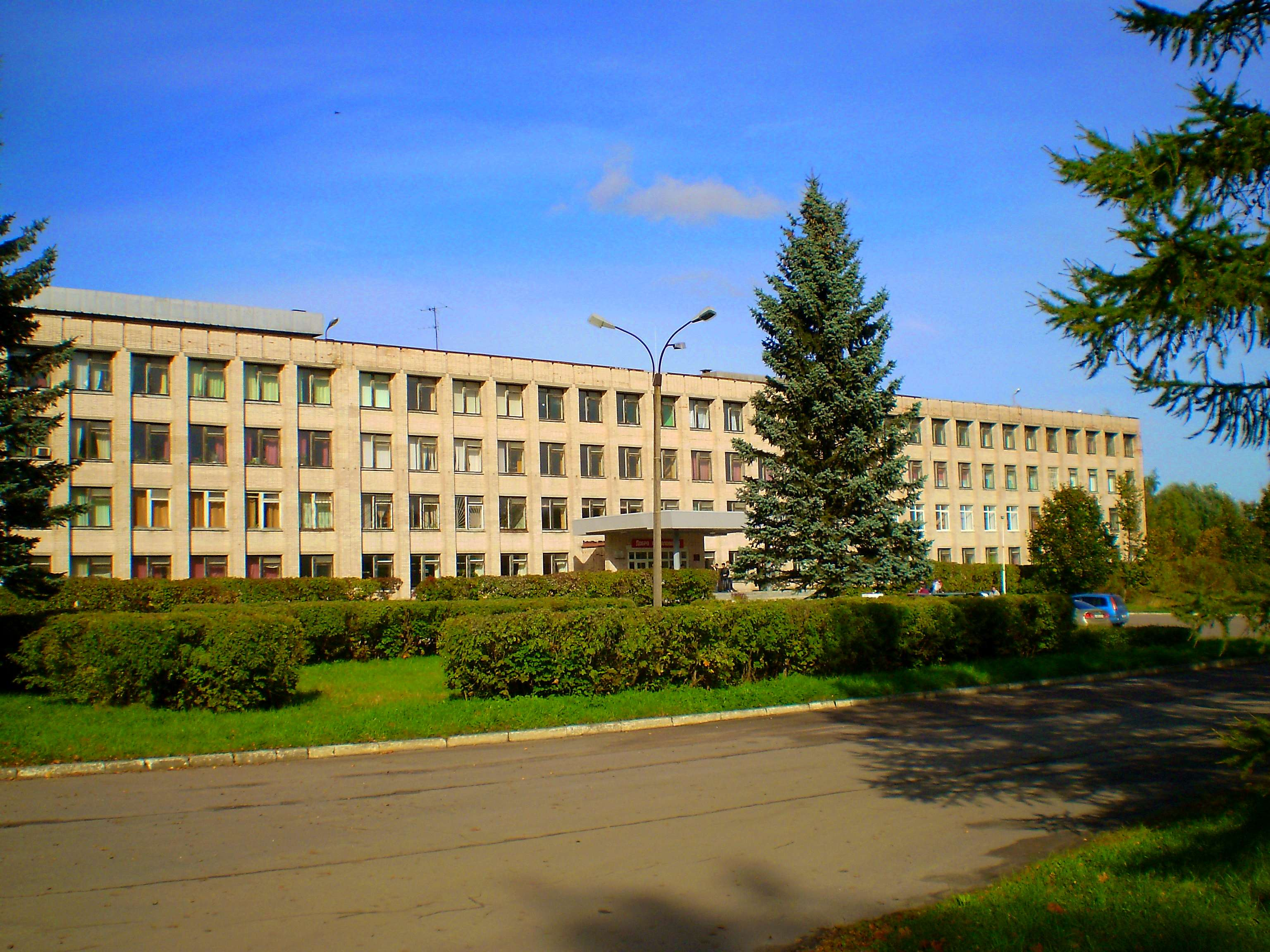
Всеволожский агропромышленный техникум, главное здание

## Достопримечательности
- Храм Спаса Нерукотворного образа на Дороге жизни
- Здание двухэтажной булыжной конюшни Всеволожских. Постройка начала 1820-х годов. Руинирована.
- Здание газогенераторной станции Всеволожских — так называемый «Красный замок». Постройка начала 1820-х годов в полуразрушенном состоянии.

## Известные жители
- Вокка, Гергард Яковлевич (1887—1988) — краевед, кавалер ордена Ленина (1953), первый Почётный гражданин Всеволожска (1988), в его честь названа одна из улиц города
- Бруно Шёгрен (фин. Bruno Väinö Sjögren, Шёгрен Вяйнё Филимонович) (1889—1938) — финский писатель, член Союза писателей Карелии, издавался в США под псевдонимом Лаури Луото[62][63].
- Томберг, Елизавета Степановна (1909—1988) — Народная артистка СССР (1959), лауреат Сталинской премии 3-й степени (1950), окончила Финский сельхозтехникум в 1931 году, работала агрономом в коммуне «Труд»
- Сливников, Анатолий Михайлович (1950—2005) — советский и российский актёр театра и кино, выпускник ВСХТ